# María Consuelo Mejía
María Consuelo Mejía Piñeros (Colombia) es una investigadora, defensora de los Derechos Humanos de las mujeres. Cofundadora de Católicas por el Derecho a Decidir y del Observatorio Ciudadano Nacional del Feminicidio. Ha recibido reconocimientos internacionales por su trayectoria activista en defensa de los derechos sexuales y reproductivos de mujeres y jóvenes.

## Trayectoria Académica
Fue educada en un colegio de monjas que se utilizó como un refugio para los sacerdotes que se incorporaron a la guerrilla colombiana, militó en la juventud comunista y por su actividad política salió de Colombia. Estudió Antropología en la Universidad Nacional de Colombia y posteriormente una maestría en Estudios Latinoamericanos, estudió el doctorado en Estudios Latinoamericanos en la Facultad de Filosofía y Letras de la Universidad Nacional Autónoma de México. Fue investigadora del Centro de Investigaciones Interdisciplinarias en Ciencias y Humanidades de la Universidad Nacional Autónoma de México durante 15 años.

## Activismo
Si bien María Consuelo nació en Colombia, la mayor parte de su vida ha radicado en México donde se ha destacado en su activismo, trabajando por la justicia en el Movimiento Estudiantil de 1968, posteriormente apoyando a los movimientos indígenas, su lucha a favor de las libertades políticas y sexuales de las mujeres, en particular el aborto legal bajo condiciones seguras y con libertad de conciencia. Se le conoce como La Monja Roja por su trabajo a favor de que las mujeres decidan sobre su maternidad y su cuerpo, sin contraponer la fe católica que profesa.

### Católicas por el Derecho a Decidir
Cofundadora de la organización Católicas por el Derecho a Decidir en México y su directora por 25 años. En la actualidad Católicas por el Derecho a Decidir es parte de una red con presencia en
10 países de Latinoamérica y en España. Durante su gestión se recibió el Premio Nacional Don Sergio Méndez Arceo, el premio de un obispo a esta organización a pesar de no contar con la simpatía de la jerarquía católica. En palabras de Gerardo Tijssen:

Las Católicas por el Derecho a Decidir nos sensibilizan ante el dolor de mujeres, niños, niñas y hombres; denuncian las violaciones a los derechos de las mujeres y promueven una política que puede salvar vidas en dignidad... ellas afirman que dios no suprime nuestra libertad; más bien la alienta, la anima, la impulsa y la respeta porque nos ama.

En palabras de Elena Poniatowska:

Católicas por el Derecho a Decidir ha apoyado el derecho de toda la feligresía a vivir su sexualidad como una expresión del amor y erotismo, y no sólo como una vía para la reproducción. Afirma la autoridad moral de las mujeres y jóvenes para toma decisiones sobre su cuerpo y les enseña a liberarse de la culpa del mensaje negativo y condenatorio de la sexualidad que la jerarquía propone...

### Observatorio Ciudadano Nacional del Feminicidio
En el 2007 junto con María de la Luz Estrada emprendieron la creación del Observatorio Ciudadano Nacional del Feminicidio, esta organización realiza monitoreos en las investigaciones de casos de violencia de género. Ha exigido el acceso a la justicia de las víctimas y acompañado a sus familiares para lograr la implementación de mecanismos que establece la Ley General de Acceso de las Mujeres a una Vida Libre de Violencia.

## Publicaciones
Ha escrito diversas publicaciones a nivel internacional sobre servicios de salud, el papel de las mujeres en la iglesia católica y en la sociedad, empoderamiento de las mujeres, equidad de género, la salud sexual, salud reproductiva, derechos sexuales, derechos reproductivos y el aborto.
- Factors Associated with Support for Adolescent Access to Contraception Among Mexican Catholic Parents. 2021.
- Desafíos para el acceso de las mujeres al aborto legal y seguro. La perspectiva del activismo y la defensa de los derechos humanos. 2017.
- Qualitative Evidence on Abortion Stigma from Mexico City and Five States in Mexico. 2013.
- Política, religión y equidad de género en el México contemporáneo. 2012
- Politics, Religion and Gender Equality in Contemporary Mexico: women's sexuality and reproductive rights in a contested secular state. 2010.
- Derecho a decidir, derecho a disentir: Entre el dogma y el libre albedrío. 2010.[7]
- Estado Laico y Derecho de las Mujeres. 2008.
- Sexualidad y derechos sexuales: el discurso de la Iglesia católica. 2003.
- Normas y valores de la iglesia católica en la sexualidad y la reproducción: nuevas perspectivas. 1999.
- La jerarquía católica o cómo resistirse al cambio. 1997.
- Imágenes de feministas en Beijing. 1995.

## Reconocimientos
- Medalla Elvia Carrillo Puerto por el Gobierno de México. 2019.
- 100 mujeres del mundo más inspiradoras y comprometidas con el mejoramiento de la vida y la defensa de los derechos de las mujeres y las niñas. Women Deliver. 2011.[8]
- Premio Hermila Galindo. Trayectoria en la defensa y promoción de los derechos de las mujeres. Comisión de Derechos Humanos del Distrito Federal. 2010
- Medalla de Honor por su contribución a la salud sexual y reproductiva. Federación Internacional de Planificación de la Familia, Región del Hemisferio Occidental. 2008
- X Premio Nacional de Derechos Humanos Don Sergio Méndez Arceo. 2002.